# Ponikowica (gmina)
Ponikowica – dawna gmina wiejska w powiecie brodzkim województwa tarnopolskiego II Rzeczypospolitej. Siedzibą gminy była Ponikowica.
Gminę utworzono 1 sierpnia 1934 r. w ramach reformy na podstawie ustawy scaleniowej z dotychczasowych gmin wiejskich: Czechy, Gaje Smoleńskie, Hołoskowice, Łabacz, Ponikowica, Wysocko i Zabłotce.
15 czerwca 1937 w gminie Ponikwica utworzono gromadę Smolno, powstałą z wyłączonych z Brodów terenów.
Po II wojnie światowej obszar gminy znalazł się w ZSRR.